# Pulvermuhl
Pulvermuhl (en luxemburguès: Polvermillen) és un dels 24 barris de la ciutat de Luxemburg. El 2014 tenia 333 habitants. Està situat al centre est de la ciutat.

## Història
Pulvermühl i Hamm eren seccions del municipi de Sandweiler el 20 de desembre de 1873, quan van ser separades de Sandweiler per formar la nova ciutat d'Hamm. Pulvermühl es va convertir en un barri de la ciutat de Luxemburg el 27 de març 1920 quan junt amb Hamm van ser integrades amb Hollerich i Rollingergrund.